# Per Rösiö

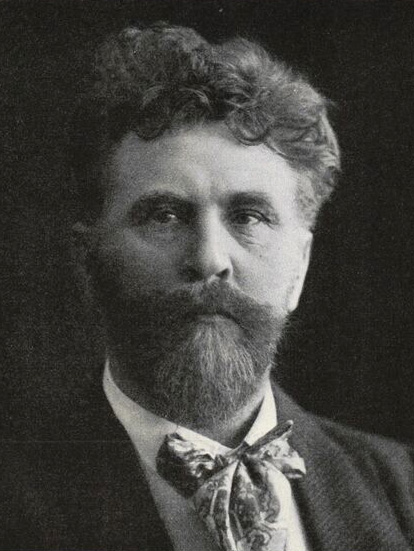
Per Rösiö (1861–1935).

Per Jönson Rösiö, född 5 januari 1861 i Jämshög, Blekinge län, död 20 augusti 1935 i Ljungarum, var en svensk lantbruksreformator.

## Biografi
Rösiö var son till nämndemannen Jöns Bengtsson i Rösjögården, Jämshög och Sissa Persdotter. Han har ibland kallats för jordbruksaposteln och han arrenderade Rösjögården – varifrån han tog sitt namn – och drev där Rösjö privata lantbruksskola 1888–1892. Därefter drev han Nordiska lantbruksskolan, först på Ramsjöholms gods i Svarttorps socken nära Jönköping och senare på Hagaberg söder om Jönköping 1898–1929. 
Som lantbrukslärare och inte minst som föredragshållare och skribent riktade han sig till hemmansägare och småbrukare och syftade till att deras verksamhet skulle utvecklas till en samhällets motpol mot industrialism och stadskultur. Som civilisationskritiker menade han att jorden och marken var heliga ting som måste vårdas av varje generation. 1899 bildade han Jönköpings omnäjds landtmannaförening, Sveriges första småbrukarsammanslutning och verkade ivrigt för att bärkraftiga småjordbruk skulle nyetableras i landet. Han fick gehör för sina idéer och Karl Staaffs regering gav statsanslag till hans skolverksamhet. Han medverkade således till att den svenska jordbruksverksamheten ideologiserades och småbondebefolkningens "status" höjdes i det allmänna medvetandet och hans tankar gled in i den senare bonderörelsen, till exempel Riksförbundet Landsbygdens folk, (idag LRF), som bildades 1929. Han erhöll utmärkelsen Illis Quorum.
Rösiö var far till ornitologen och ekologen Folke Rösiö (1908–1984) och till distriktsveterinären i Åmål, Birger Rösiö (1892–1988), vilken i sin tur var far till ambassadören Bengt Rösiö (1927–2019).

## Bilder

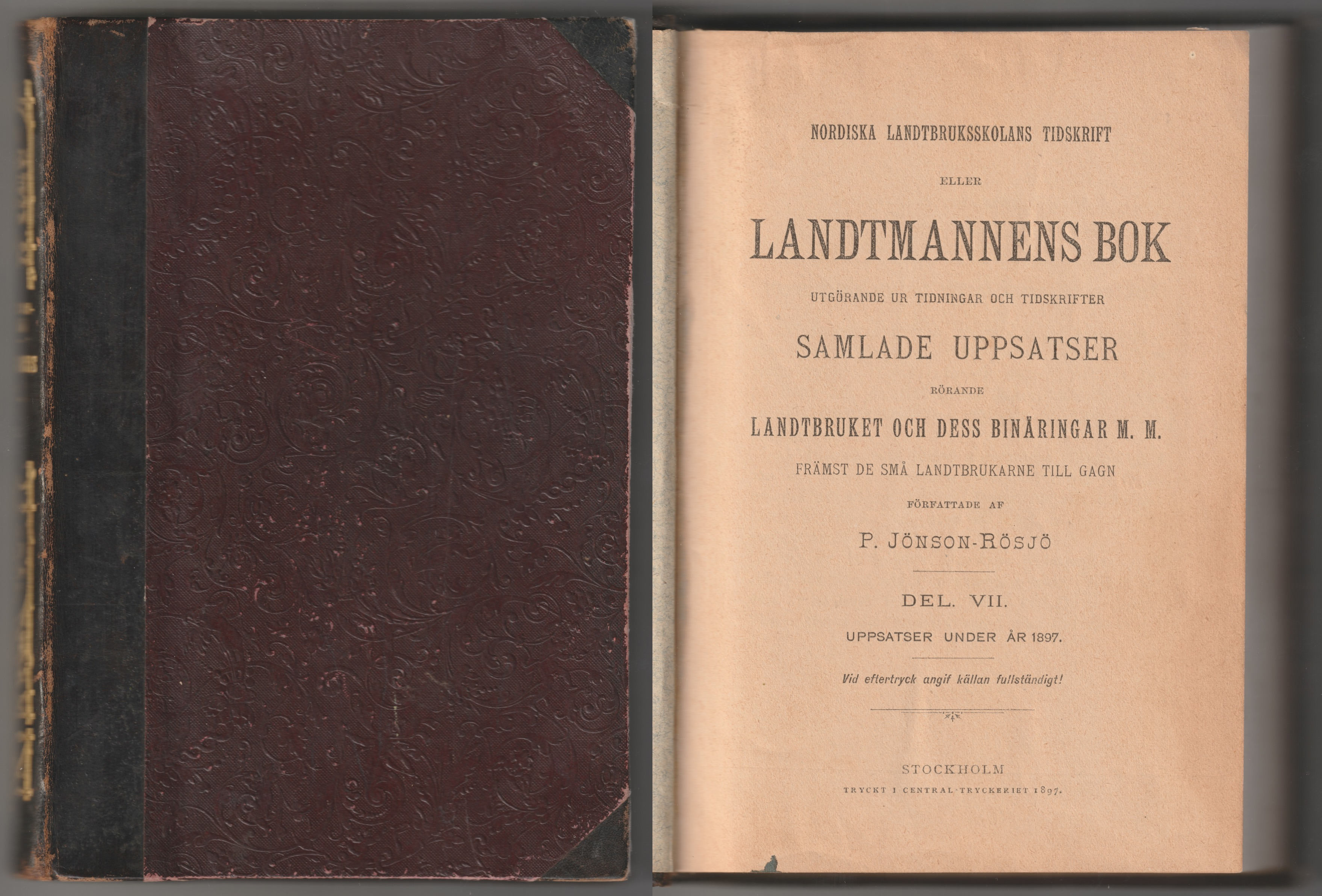
Titelblad från Rösiös Landtmannens bok, sjunde delen, 1897
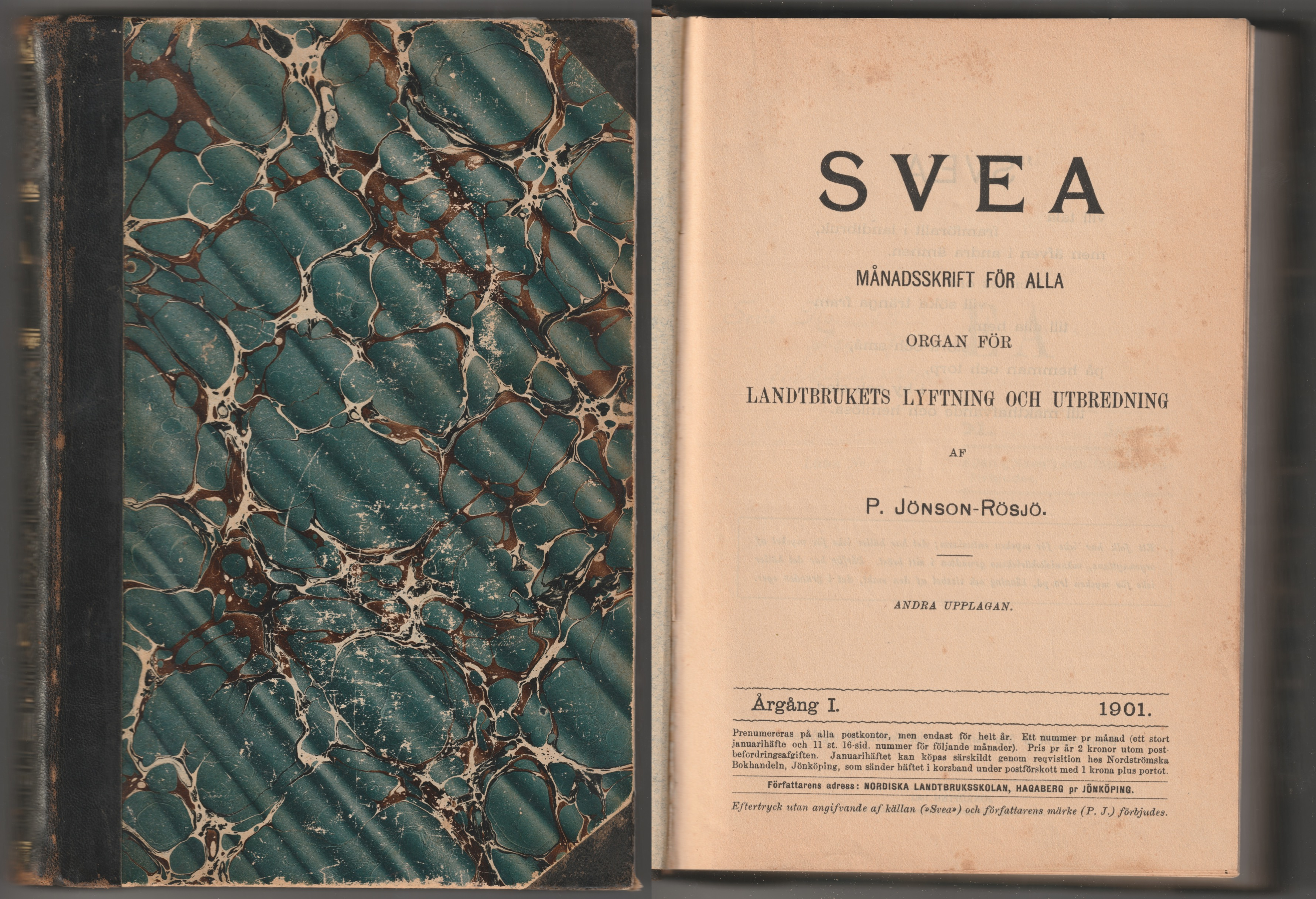
Titelblad från Rösiös SVEA - månadsskrift för alla organ för landtbrukets lyftning och utbredning, årgång ett, andra upplagan, 1901